# Dicroglossidae
Dicroglossidae (лат.) — семейство бесхвостых земноводных, является сестринской группой по отношению к семейству Ranixalidae. Ранее считались подсемейством настоящих лягушек. Название Dicroglossidae основано на неправильном написании рода Discoglossus, но Международная комиссия по зоологической номенклатуре решила сохранить это написание.

## Образ жизни
Встречаются в различных ландшафтах от рисовых полей, плантаций до горных местностей и морского побережья. Активны ночью. Питаются преимущественно беспозвоночными.

## Размножение
Это яйцекладущие земноводные.

## Распространение
Большинство видов обитает в субтропических и тропических регионах Азии: на Аравийском полуострове, в Афганистане, Пакистане, Индии, Шри-Ланке, восточном Непале и Мьянме, Западном и Южном Китае, Индокитае, а также на некоторых Зондских островах, Филиппинах и Японии. Некоторые виды обитают в Африке — на северо-западе материка и к югу от Сахары.

## Классификация
На октябрь 2018 года в семейство включают 2 подсемейства, 14 родов и 192 вида:
Dicroglossinae Anderson, 1871
- Allopaa Ohler & Dubois, 2006 (2 вида)

- Allopaa barmoachensis (Khan & Tasnim, 1989)
- Allopaa hazarensis (Dubois & Khan, 1979) — Пакистанская лягушка

- Chrysopaa Ohler & Dubois, 2006 (1 вид)

- Chrysopaa sternosignata (Murray, 1885), 2006 — Белуджистанская лягушка

- Euphlyctis Fitzinger, 1843 (8 видов)

- Euphlyctis aloysii Joshy at al., 2009
- Euphlyctis cyanophlyctis (Schneider, 1799) — Скользящая лягушка
- Euphlyctis ehrenbergii (Peters, 1863) — Аравийская лягушка
- Euphlyctis ghoshi (Chanda, 1991)
- Euphlyctis hexadactylus (Lesson, 1834) — Шестипалая лягушка
- Euphlyctis kalasgramensis Howlader, Nair, Gopalan &  Merilä, 2015
- Euphlyctis karaavali Priti at al., 2016
- Euphlyctis mudigere Joshy at al., 2009

- Fejervarya Bolkay, 1915  (13 видов)
- Hoplobatrachus Peters, 1863  (5 видов)

- Limnonectes Fitzinger, 1843 (73 вида)

- Limnonectes acanthi (Taylor, 1923)
- Limnonectes arathooni (Smith, 1927) — Сулавесская лягушка
- Limnonectes asperatus (Inger, Boeadi & Taufik, 1996)
- Limnonectes bannaensis Ye, Fei & Jiang, 2007
- Limnonectes blythii (Boulenger, 1920) — Молчаливая лягушка
- Limnonectes cintalubang Matsui, Nishikawa & Eto, 2014
- Limnonectes coffeatus Phimmachak et al., 2018
- Limnonectes conspicillatus (Günther, 1872)
- Limnonectes dabanus (Smith, 1922)
- Limnonectes dammermani (Mertens, 1929)
- Limnonectes deinodon Dehling, 2014
- Limnonectes diuatus (Brown & Alcala, 1977) — Светлобугорчатая лягушка
- Limnonectes doriae (Boulenger, 1887) — Лягушка Дориа
- Limnonectes ferneri Siler, McVay, Diesmos & Brown, 2009
- Limnonectes finchi (Inger, 1966)
- Limnonectes fragilis (Liu & Hu, 1973) — Хайнаньская лягушка
- Limnonectes fujianensis Ye & Fei, 1994
- Limnonectes grunniens (Latreille, 1801) — Индонезийская лягушка
- Limnonectes gyldenstolpei (Andersson, 1916) — Сиамская лягушка
- Limnonectes hascheanus (Stoliczka, 1870) — Каркающая лягушка
- Limnonectes heinrichi (Ahl, 1933)
- Limnonectes hikidai Matsui & Nishikawa, 2014
- Limnonectes ibanorum (Inger, 1964) — Саравакская лягушка
- Limnonectes ingeri (Kiew, 1978) — Лягушка Ингера
- Limnonectes isanensis McLeod, Kelly & Barley, 2012
- Limnonectes jarujini Matsui, Panha, Khonsue & Kuraishi, 2010
- Limnonectes kadarsani Iskandar, Boeadi & Sancoyo, 1996
- Limnonectes kenepaiensis (Inger, 1966)
- Limnonectes khammonensis (Smith, 1929)
- Limnonectes khasianus (Anderson, 1871) — Буропятнистая лягушка
- Limnonectes kiziriani Pham et al., 2018
- Limnonectes kohchangae (Smith, 1922) — Клыкастая лягушка
- Limnonectes kong Dehling & Dehling, 2017
- Limnonectes kuhlii (Tschudi, 1838) — Лягушка Куля
- Limnonectes larvaepartus Iskandar, Evans & McGuire, 2014
- Limnonectes lauhachindai Aowphol at al., 2015
- Limnonectes leporinus Andersson, 1923
- Limnonectes leytensis (Boettger, 1893) — Темнобрюхая лягушка
- Limnonectes limborgi (Sclater, 1892)
- Limnonectes liui (Yang, 1983) — Юньнаньская крохотница
- Limnonectes longchuanensis Suwannapoom, Yuan, Sullivan & McLeod, 2016
- Limnonectes macrocephalus (Inger, 1954)
- Limnonectes macrodon (Duméril & Bibron, 1841) — Большезубая лягушка
- Limnonectes macrognathus (Boulenger, 1917) — Шишкоголовая лягушка
- Limnonectes magnus (Stejneger, 1910) — Минданаоская лягушка
- Limnonectes malesianus (Kiew, 1984)
- Limnonectes mawlyndipi (Chanda, 1990)
- Limnonectes megastomias McLeod, 2008
- Limnonectes micrixalus (Taylor, 1923) — Карликовая лягушка
- Limnonectes microdiscus (Boettger, 1892) — Лягушка-переносчица
- Limnonectes microtympanum (Van Kampen, 1907)
- Limnonectes mocquardi (Mocquard, 1890)
- Limnonectes modestus (Boulenger, 1882) — Скромная лягушка
- Limnonectes namiyei (Stejneger, 1901) — Зубатая лягушка
- Limnonectes nguyenorum McLeod, Kurlbaum & Hoang, 2015
- Limnonectes nitidus (Smedley, 1932) — Дискоголовая лягушка
- Limnonectes palavanensis (Boulenger, 1894)
- Limnonectes paramacrodon (Inger, 1966) — Темновисочная лягушка
- Limnonectes parvus (Taylor, 1920)
- Limnonectes plicatellus (Stoliczka, 1873) — Овальная лягушка
- Limnonectes poilani (Bourret, 1942)
- Limnonectes quangninhensis Pham at al., 2017
- Limnonectes rhacodus (Inger, Boeadi & Taufik, 1996)
- Limnonectes selatan Matsui, Belabut & Ahmad, 2014
- Limnonectes shompenorum Das, 1996
- Limnonectes sinuatodorsalis Matsui, 2015
- Limnonectes sisikdagu McLeod, Horner, Husted, Barley & Iskandar, 2011
- Limnonectes taylori Matsui, Panha, Khonsue & Kuraishi, 2010
- Limnonectes timorensis (Smith, 1927) — Тиморская лягушка
- Limnonectes tweediei (Smith, 1935) — Малайская лягушка
- Limnonectes utara Matsui, Belabut & Ahmad, 2014
- Limnonectes visayanus (Inger, 1954)
- Limnonectes woodworthi (Taylor, 1923) — Лусонская лягушка

- Minervarya Dubois, Ohler, & Biju, 2001 (37 видов)

- Minervarya agricola (Jerdon, 1853)
- Minervarya andamanensis (Stoliczka, 1870)
- Minervarya asmati (Howlader, 2011)
- Minervarya brevipalmata (Peters, 1871)
- Minervarya caperata (Kuramoto at al., 2008)
- Minervarya cepfi (Garg and Biju, 2017)
- Minervarya chiangmaiensis (Suwannapoom at al., 2016)
- Minervarya chilapata Ohler at al., 2009
- Minervarya dhaka (Howlader, Nair, and Merilä, 2016)
- Minervarya goemchi (Dinesh et al., 2018)
- Minervarya gomantaki (Dinesh at al., 2015)
- Minervarya granosa (Kuramoto at al., 2008)
- Minervarya greenii (Boulenger, 1905)
- Minervarya kadar (Garg and Biju, 2017)
- Minervarya kalinga (Raj at al., 2018)
- Minervarya keralensis (Dubois, 1981)
- Minervarya kirtisinghei (Manamendra-Arachchi and Gabadage, 1996)
- Minervarya krishnan (Raj at al., 2018)
- Minervarya kudremukhensis (Kuramoto at al., 2008)
- Minervarya manoharani (Garg and Biju, 2017)
- Minervarya modesta (Rao, 1920)
- Minervarya muangkanensis (Suwannapoom at al., 2017)
- Minervarya mudduraja (Kuramoto at al., 2008)
- Minervarya murthii (Pillai, 1979)
- Minervarya mysorensis (Rao, 1922)
- Minervarya neilcoxi (Garg and Biju, 2017)
- Minervarya nepalensis (Dubois, 1975)
- Minervarya nicobariensis (Stoliczka, 1870)
- Minervarya nilagirica (Jerdon, 1853)
- Minervarya parambikulamana (Rao, 1937)
- Minervarya pierrei (Dubois, 1975)
- Minervarya rufescens (Jerdon, 1853)
- Minervarya sahyadris Dubois, Ohler, and Biju, 2001
- Minervarya sauriceps (Rao, 1937)
- Minervarya sengupti (Purkayastha and Matsui, 2012)
- Minervarya syhadrensis (Annandale, 1919)
- Minervarya teraiensis (Dubois, 1984)

- Nannophrys Günther, 1869 — Каскоголовые лягушки (4 вида)

- Nanorana Günther, 1896 (28 видов)

- Nanorana aenea (Smith, 1922) — Бронзовая лягушка, или тонкинская лягушка
- Nanorana annandalii (Boulenger, 1920) — Лягушка Аннандейла
- Nanorana arnoldi (Dubois, 1975) — Лягушка Арнольда
- Nanorana blanfordii (Boulenger, 1882) — Лягушка Блэнфорда
- Nanorana chayuensis (Ye, 1977)
- Nanorana conaensis (Fei and Huang, 1981) — Южнотибетская лягушка
- Nanorana ercepeae (Dubois, 1974)
- Nanorana feae (Boulenger, 1887)
- Nanorana gammii (Anderson, 1871)
- Nanorana kangxianensis (Yang, Wang, Hu, and Jiang, 2011)
- Nanorana liebigii (Günther, 1860) — Лягушка Либиха
- Nanorana maculosa (Liu, Hu, and Yang, 1960) — Мрачная лягушка
- Nanorana medogensis (Fei and Ye, 1999)
- Nanorana minica (Dubois, 1975) — Малая лягушка
- Nanorana mokokchungensis (Das and Chanda, 2000)
- Nanorana parkeri (Stejneger, 1927) — Высокогорная лягушка
- Nanorana phrynoides Huang, 2016 — Шиповатая лягушка
- Nanorana pleskei Günther, 1896 — Лягушка Плеске
- Nanorana polunini (Smith, 1951) — Лягушка Полунина
- Nanorana quadranus (Liu, Hu, and Yang, 1960) — Желтобокая лягушка
- Nanorana rarica (Dubois, Matsui, and Ohler, 2001) — Западнонепальская лягушка
- Nanorana rostandi (Dubois, 1974) — Лягушка Ростана
- Nanorana sichuanensis (Dubois, 1987)
- Nanorana taihangnica (Chen and Jiang, 2002)
- Nanorana unculuanus (Liu, Hu, and Yang, 1960) — Юньнаньская лягушка
- Nanorana ventripunctata Fei and Huang, 1985
- Nanorana vicina (Stoliczka, 1872) — Западногималайская лягушка
- Nanorana yunnanensis (Anderson, 1879)

- Ombrana Dubois, 1992 (1 вид)

- Ombrana sikimensis (Jerdon, 1870) — Восточногималайская лягушка

- Quasipaa Dubois, 1992 (11 видов)

- Quasipaa acanthophora Dubois and Ohler, 2009
- Quasipaa boulengeri (Günther, 1889) — Каменистая лягушка
- Quasipaa courtoisi (Angel, 1922)
- Quasipaa delacouri (Angel, 1928)
- Quasipaa exilispinosa (Liu and Hu, 1975)
- Quasipaa fasciculispina (Inger, 1970) — Таиландская лягушка
- Quasipaa jiulongensis (Huang and Liu, 1985)
- Quasipaa shini (Ahl, 1930)
- Quasipaa spinosa (David, 1875) — Колючая лягушка
- Quasipaa verrucospinosa (Bourret, 1937)
- Quasipaa yei (Chen, Qu, and Jiang, 2002)

- Sphaerotheca Günther, 1859 (9 видов)

- Sphaerotheca breviceps (Schneider, 1799) — Короткоголовая лягушка
- Sphaerotheca dobsoni (Boulenger, 1882)
- Sphaerotheca leucorhynchus (Rao, 1937) — Беломордая лягушка
- Sphaerotheca maskeyi (Schleich & Anders, 1998)
- Sphaerotheca pashchima Padhye et al., 2017
- Sphaerotheca pluvialis (Jerdon, 1853)
- Sphaerotheca rolandae (Dubois, 1983)
- Sphaerotheca strachani (Murray, 1884 — Синдская лягушка)
- Sphaerotheca swani (Myers et Leviton in Leviton, Myers & Swan, 1956)

Occidozyginae Fei, Ye & Huang, 1990
- Ingerana Dubois, 1987 (3 вида)

- Ingerana borealis (Annandale, 1912) — Северная крохотница
- Ingerana charlesdarwini (Das, 1998)
- Ingerana reticulata (Zhao and Li, 1984)
- Ingerana tenasserimensis (Sclater, 1892) — Зеленоватая крохотница

- Occidozyga Kuhl & Van Hasselt, 1822 — Плавуньи (12 видов)

- Occidozyga baluensis (Boulenger, 1896) — Калимантанская плавунья
- Occidozyga celebensis Smith, 1927 — Целебесская плавунья
- Occidozyga diminutiva (Taylor, 1922) — Филиппинская плавунья
- Occidozyga floresiana Mertens, 1927 — Зондская плавунья
- Occidozyga laevis (Günther, 1858) — Индо-малайская плавунья
- Occidozyga lima (Gravenhorst, 1829) — Остроязычная плавунья
- Occidozyga magnapustulosa (Taylor & Elbel, 1958) — Таиландская плавунья
- Occidozyga martensii (Peters, 1867) — Круглоязычная плавунья
- Occidozyga semipalmata Smith, 1927 — Сулавесская плавунья
- Occidozyga sumatrana (Peters, 1877)
- Occidozyga tompotika Iskandar, Arifin & Rachmanasah, 2011
- Occidozyga vittata (Andersson, 1942)

## Фото

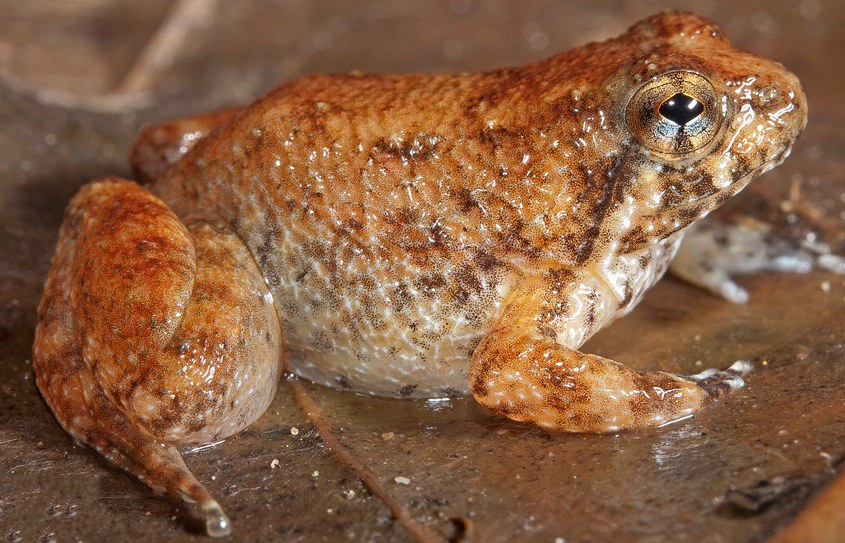
Ingerana borealis
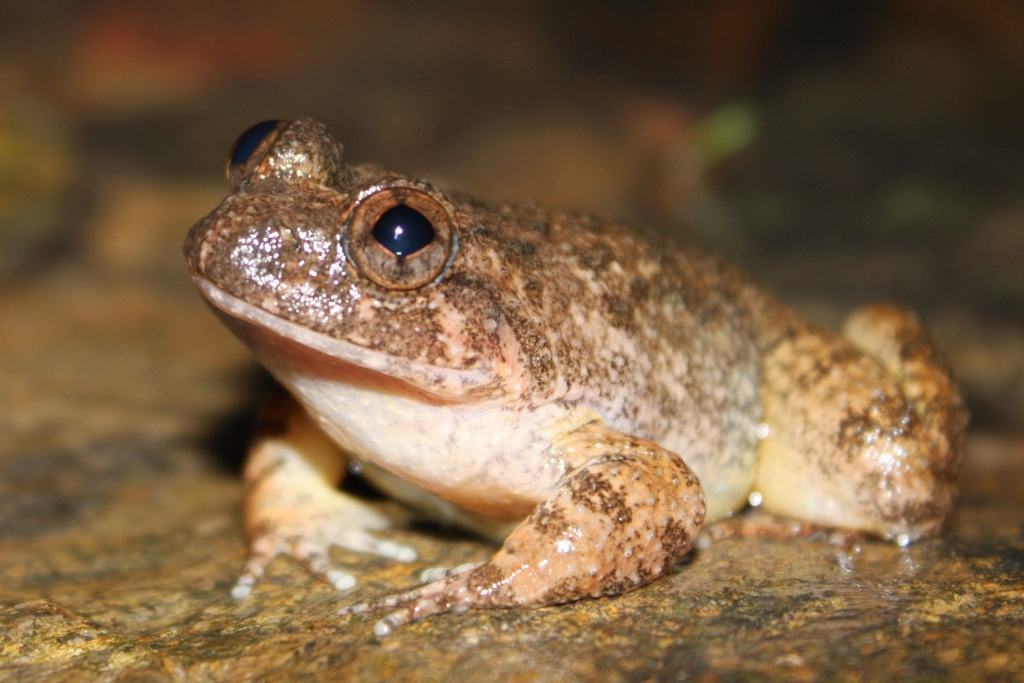
Quasipaa exilispinosa
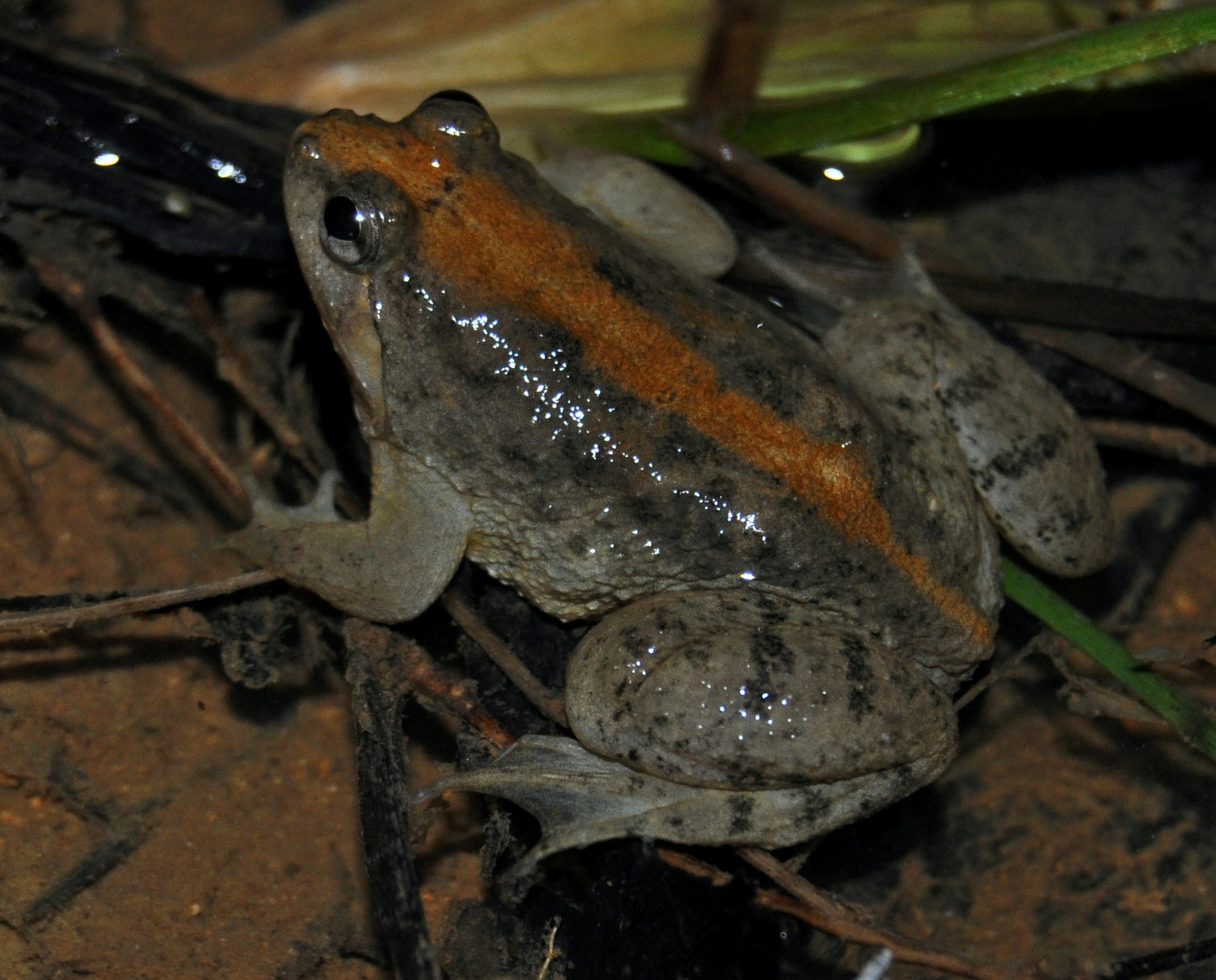
Occidozyga sumatrana
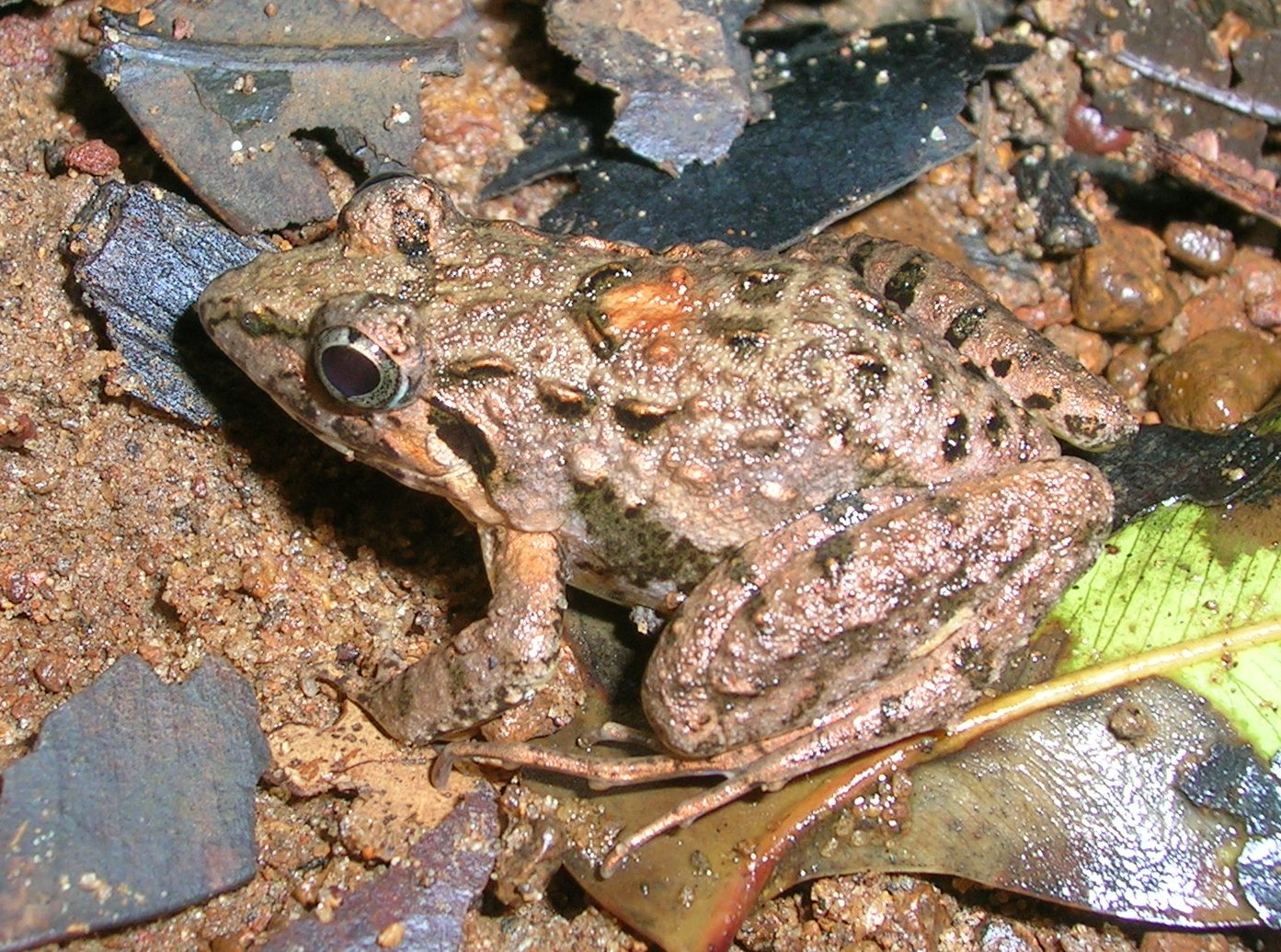
Zakerana keralensis